# Soto (grupa etniczna)
Soto – językowa i kulturowa grupa ludów w Afryce Południowej, w której można wyróżnić trzy podgrupy: Pedi (Soto Północni), Tswana (Soto Zachodni) i Basuto (Soto Południowi). Mówią językiem soto z grupy językowej bantu. Ich populację szacuje się na ponad 11 milionów, z czego większość zamieszkuje RPA i Lesotho.
Tradycyjnie większość Soto są rolnikami. Charakterystyczne jest życie we wspólnotach rodowych, praktykuje się w nim wielożeństwo. Architektonicznie zachowują kolistą, obronną budowę wiosek.
Jednym z najbardziej znanych był król Moshoeshoe I.